# Świdnicai Anna német-római császárné
Świdnicai Anna (ismert még mint Schweiditzi Anna, lengyelül: Anna Świdnicka, csehül: Anna Svídnická, németül: Anna von Schweidnitz; Świdnica, Szilézia, 1339 körül – Prága, Cseh Királyság, 1362. július 11.), a Piast-ház sziléziai ágából származó lengyel hercegnő, Károly Róbert magyar király unokája, IV. Károly császár és király harmadik hitveseként előbb német és cseh királyné 1353-tól, majd német-római császárné 1355-től 1362-es haláláig.

## Élete
1339 körül született a Świdnicai-ház (a Piast-dinasztia egyik sziléziai hercegi ága) sarjaként. Apja II. Henrik Schweidnitz hercege, anyja Katalin hercegnő, I. Károly magyar királytól és ismeretlen feleségétől született. Kisgyermek korától kezdve Budán nevelkedett Piast Erzsébet királyné felügyelete alatt. 1353. május 27-én Budán hozzáment IV. Károly császárhoz. Ő lett férje harmadik felesége. 1355. április 5-én férjével együtt Rómában megkoronázták. 1357-ben együtt zarándokolt el Nagy Lajos magyar királlyal és Erzsébet anyakirálynéval Aachenbe.
1362-ben halt meg. Halála után férje feleségül vette Pomerániai Erzsébetet, Erzsébet magyar anyakirályné unokahúgát, 1363. május 21-én.

## Gyermekei
Fia, Vencel (1361–1419) német és cseh király. Leánya, Erzsébet (1358–1373) III. Albert osztrák herceg felesége.

## Titulusai

### Címei
Születése jogán:
- świdnicai hercegnő

Csehország királynéja: 1353. május 2. – 1362. július 11.
koronázása: Prága, 1353. július 28.
Német-római császárné: 1355. április 5. – 1362. július 11.
- Német királyné: 1353. május 27. – 1362. július 11.

koronázása: Róma, 1355. április 5.